# Difesa Horwitz
La difesa Horwitz è un'apertura di gioco semichiuso degli scacchi caratterizzata dalle mosse:
1. d4 e6

e deriva il proprio nome da Bernhard Horwitz, scacchista del XIX secolo, che la giocò varie volte tra il 1849 e il 1852. È chiamata talvolta Difesa franco-indiana perché si può trasporre nella difesa francese, o in una delle difese indiane, oppure può prendere una strada diversa

## Classificazione
Questa difesa viene utilizzata dal Nero per non far capire da subito all'avversario le proprie intenzione, dato che è possibile trasporre la partita in altre tipologie.
- 2.c4

Per il Bianco è la mossa più naturale e flessibile, perché lascia aperte una serie di possibili variazioni.
Con 2...Cf6 il Nero riporta alla generica difesa indiana, con tutti i possibili sviluppi, ma evita il fastidioso attacco Trompowsky, perché il Cavallo è già difeso dalla Donna e quindi è possibile cacciare immediatamente l'Alfiere.
Con 2...f5 si entra nella difesa olandese, riuscendo nel contempo ad evitare il gambetto Staunton (1.d4 f5 2.e4). D'altro canto il Nero ha però possibilità limitate, ad esempio non può entrare in alcune varianti, come la variante di Leningrado, perché in questa posizione fianchettare l'Alfiere sarebbe disastroso.
Con 2...b6 si passa alla difesa inglese.
Con 2...d5 si passa al Gambetto di donna rifiutato. 
La mossa 2...Ab4+ porta alla Difesa Keres, l'unica veramente originale, che deriva da questa apertura.
- 2.e4

Il Bianco entra nella difesa francese.